# Full Metal Jacket
Full Metal Jacket (conocida en Hispanoamérica como Nacido para matar o Cara de guerra y en España como La chaqueta metálica) es una película bélica anglo-estadounidense dirigida por Stanley Kubrick, distribuida por Warner Bros. y estrenada en 1987. Basada en la novela 
The Short-Timers (Un chaleco de acero), del escritor Gustav Hasford, quien estuvo como periodista de guerra en el conflicto de Vietnam, tiene como protagonistas a Matthew Modine, R. Lee Ermey, Vincent D'Onofrio y Adam Baldwin. 
La historia sigue a un pelotón de infantes del Cuerpo de Marines de los Estados Unidos a través de su entrenamiento en el centro Marine Corps Recruit Depot Parris Island, en Carolina del Sur. Desde ese lugar, se centra principalmente en dos soldados, Joker (Modine) y Gomer Pyle (D'Onofrio), que tienen que lidiar con su instructor, el sargento de artillería Hartman (Ermey), quien tiene talante abusivo. Por otro lado, la segunda mitad de la película retrata las experiencias de dos de los marines del pelotón en las ciudades vietnamitas de Đà Nẵng y Huế, durante la ofensiva del Tet, en el contexto de la guerra de Vietnam.
En un principio Kubrick quería hacer una película sobre el Holocausto, aunque tras hablarlo con el guionista Michael Herr, cambió de idea en favor de una historia sobre la guerra de Vietnam. El director descubrió la novela Un chaleco de acero y se puso en contacto con Hasford en 1985, a pesar de que llevaba estudiando tanto el libro como aspectos sobre la guerra desde 1983, tras haberlo leído un año antes. Hasford, Herr y Kubrick se unieron para elaborar el guion; Hasford comunicaba sus ideas por teléfono y no vio a Kubrick en persona hasta después de redactado el guion. Kubrick eligió el nombre en referencia a la munición full metal jacket, pues pensó que el del libro no sería adecuado para la película.
El rodaje se produjo en Inglaterra entre 1985 y 1986. Kubrick consiguió cuatro tanques M41, procedentes de un coronel del ejército belga, y varios helicópteros Westland Wessex pintados de verde marino para hacerlos pasar por los Sikorsky H-34 Choctaw. También adquirió algunas armas como rifles, escopetas lanzagranadas M79 y ametralladoras M60. Se usó una fábrica de gas en desuso llamada Beckton Gas Works en representación de Huế después de los ataques, así como una antigua estación de la Real Fuerza Aérea británica y una base del ejército británico para el campo de entrenamiento de Parris Island. La composición de la banda sonora recayó en la hija de Stanley, Vivian Kubrick, quien usó el alias «Abigail Mead» para crear una lista con canciones como «Paint It, Black», compuesta por el grupo inglés The Rolling Stones, para los créditos finales.
Tuvo su preestreno el 17 de junio de 1987, en la ciudad estadounidense de Beverly Hills (California). Ermey recibió elogios por parte de la crítica tras su interpretación del sargento Hartman; escribió gran parte de sus frases y no estaba programado que ocupara el papel, pues este recaía en Tim Colceri, relegado a interpretar a un artillero de helicóptero después de que Kubrick se fijara en Ermey. La película obtuvo una recaudación de 46,35 millones de dólares en sus primeras semanas de estreno, y alrededor de 120 millones en todo el mundo hasta 1998. Kubrick, Herr y Hasford recibieron una nominación a los premios Óscar en la categoría al mejor guion adaptado, así como otros mismos resultados y algunas consecuciones en otros certámenes.

## Argumento
Durante la participación de Estados Unidos en la guerra de Vietnam, un grupo de reclutas llega al centro de entrenamiento Parris Island. El instructor Hartman emplea métodos duros para convertir a los recién llegados en marines listos para el combate. Entre ellos se encuentra el torpe y con sobrepeso Leonard Lawrence, a quien Hartman apoda Patoso, así como el bromista J. T. Davis, que recibe el nombre de Bufón después de interrumpir un discurso de Hartman con una imitación de John Wayne. Cuando Patoso muestra ineptitud en el entrenamiento básico, Hartman lo empareja con Bufón. Bajo su supervisión, Patoso comienza a mejorar, pero un día Hartman le descubre una rosquilla sacada del comedor en su baúl. Al culpar al pelotón por las infracciones de Patoso, Hartman adopta una política de castigo colectivo; castigará a todo el pelotón, excepto a Patoso, por cada error que este cometa. Una noche, los reclutas aturden a Patoso con una novatada, en la que Bufón participa de mala gana. Después de esto, Patoso parece reinventarse a sí mismo como un recluta modelo, mostrando una experiencia particular en la puntería. Esto agrada a Hartman, pero preocupa a Bufón, quien cree que Patoso puede estar sufriendo un trastorno mental tras verlo hablando con su rifle mientras el pelotón los limpiaba una noche.

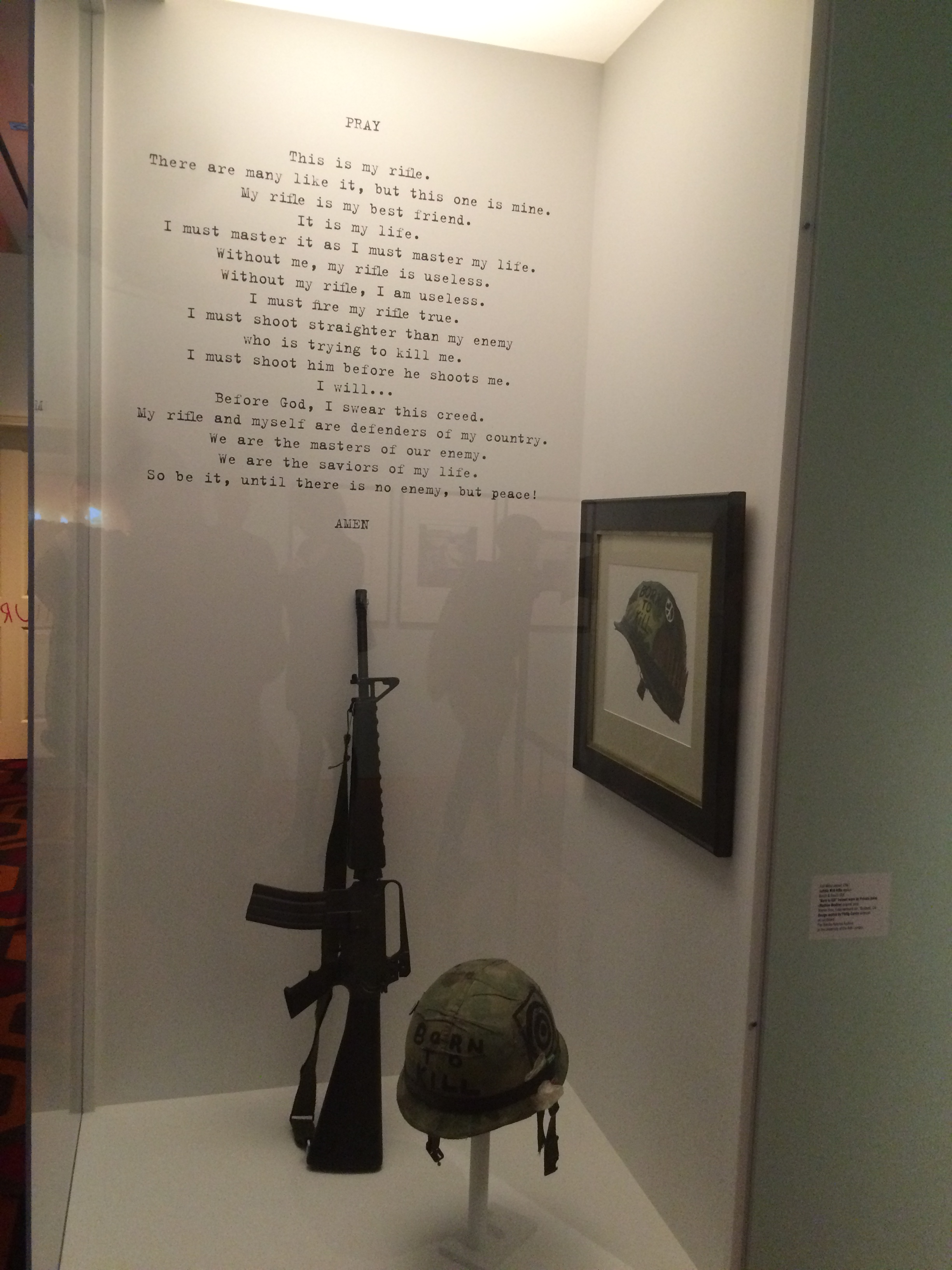
Cartel con el Credo del fusilero, un fusil y el casco de Bufón colocados en una exhibición realizada en Canadá.

Los reclutas se gradúan y reciben sus asignaciones; a Bufón se le adjudica un puesto como periodista militar, mientras que la mayoría de los demás, incluido Patoso, están destinados a la infantería. Durante la última noche del pelotón en Parris Island, Bufón descubre a Patoso en los baños, cargando su rifle y ejecutando comandos de instrucción mientras recita en voz alta el Credo del fusilero. Esto despierta al pelotón y a Hartman, quien se enfrenta a Patoso y le ordena que entregue el rifle. Pyle mata a Hartman de un tiro en el pecho y parece estar listo para atacar a Bufón, pero en vez de hacerlo, se suicida. En enero de 1968, Bufón, ahora sargento, es corresponsal de guerra en Đà Nẵng para el periódico Barras y estrellas junto con el soldado Rompetechos, un fotógrafo que quiere entrar en combate. En la base de la Marina, se burlan de Bufón por su falta de la «mirada de los mil metros», lo que indica su falta de experiencia en la guerra. Son interrumpidos por el inicio de la Ofensiva del Tet cuando el Ejército de Vietnam del Norte intenta infructuosamente invadir la base.
Al día siguiente, se informa al personal de periodismo sobre los ataques enemigos en todo Vietnam del Sur. Bufón es enviado a Phú Bài, acompañado por Rompetechos. Se encuentran con el escuadrón Lusthog y Bufón se reúne con el sargento Cowboy, a quien había conocido en el campo de entrenamiento. Bufón acompaña al escuadrón durante la Batalla de Huế, donde el comandante del pelotón, Touchdown, es asesinado por el enemigo. Después de que los marines declaran segura el área, un equipo de periodistas y reporteros estadounidenses ingresa a Huế para entrevistar a varios soldados sobre sus experiencias en Vietnam y sus opiniones sobre la guerra.
Mientras patrullaba en Huế, Earl, el líder del escuadrón, es asesinado por una trampa explosiva, dejando a Cowboy al mando. El grupo se pierde y Cowboy le ordena a Bola ocho que explore el área; un francotirador enemigo hiere a Bola ocho y Doc Jay, el ayudante médico del escuadrón. Creyendo que el francotirador está llevando al escuadrón a una emboscada, Cowboy intenta llamar por radio al apoyo del tanque sin éxito. El ametrallador del escuadrón, Pedazo de Animal, desobedece las órdenes de Cowboy de retirarse e intenta salvar a sus camaradas. Descubre que solo hay un francotirador, pero Doc Jay y Bola ocho mueren cuando el primero intenta indicar la ubicación del tirador. Después, Cowboy mueve al resto del escuadrón a un edificio abandonado para cubrirse. Mientras busca apoyo por radio, Cowboy es asesinado a tiros por el francotirador.
Pedazo de Animal asume el mando del escuadrón y lidera un ataque contra el francotirador; Bufón descubre al tirador, una adolescente, e intenta dispararle, pero su rifle se atasca, tras lo cual Rompetechos le dispara, hiriéndola de muerte. Cuando el escuadrón converge, la francotiradora le ruega al escuadrón que le dispare, lo que provoca una discusión sobre si matarla o dejarla sufrir. Pedazo de Animal decide permitir un tiro de gracia solo si Bufón la realiza. Después de algunas dudas, Bufón la ejecuta, por lo cual los infantes de marina lo felicitan mientras muestra la «mirada de los mil metros». Luego marchan hacia su campamento, a la par que cantan «La Marcha de Mickey Mouse». Bufón afirma a través de la narración que, a pesar de estar «en un mundo de mierda», está contento de estar vivo y ya no tiene miedo.

## Reparto principal
A través de la empresa Warner Bros., Kubrick anunció una búsqueda de actores a nivel nacional en los Estados Unidos y Canadá. El director usó cintas de video para presentar a una audición a los intérpretes y recibió más de 3000 presentaciones. Su personal examinó todas las cintas y dejó 800 de ellas para que Kubrick las revisara personalmente. R. Lee Ermey, quien había sido instructor de ejercicios en la Armada de los Estados Unidos, originalmente contratado como asesor técnico, le preguntó a Kubrick si podía hacer una audición para el papel de Hartman. Kubrick había visto la interpretación de Ermey como el sargento Loyce en The Boys in Company C (1978) y le dijo que no era lo suficientemente cruel como para interpretar al personaje. Ermey improvisó un diálogo insultante contra un grupo de los Royal Marines que estaban siendo considerados para el papel de marines en segundo plano, para demostrar su capacidad para interpretar al personaje, así como para mostrar cómo un instructor de ejercicios trata de romper la individualidad de los nuevos reclutas. Al ver el video de estas sesiones, Kubrick le dio a Ermey el papel al darse cuenta de que «era un genio para esta parte». Kubrick también incorporó la transcripción de 250 páginas de las peroratas de Ermey en el guion. La experiencia de Ermey como instructor de ejercicios durante la era de Vietnam resultó invaluable; Kubrick estimó que Ermey escribió el 50 % de su propio diálogo, especialmente los insultos.
En un principio se consideró a Tim Colceri para el papel de Hartman, pero al finalmente ocuparlo Ermey, interpretó a un artillero de helicóptero que asesina a civiles vietnamitas. A Tim, exmilitar que participó en la guerra de Vietnam y pasó meses preparando las líneas de Hartman, Kubrick le concedió esta «pequeña parte» como «consuelo». Descubrió el casting en 1982 a través de un amigo que le enseñó la revista The Hollywood Reporter; tras estar en los marines de 1969 a 1971, su carrera como actor se limitaba a algunos comerciales. Años después, en 1985, Leon Vitali —asistente de Kubrick— le llamó para decirle que el director «estaba impresionado con él» y además «quería ver al joven marine con quien Colceri había grabado su audición». Filmó otra cinta con su compañero, quien no pasó de etapa, aunque Colceri firmó con Warner un contrato por ocho semanas de 2500 dólares cada una. Ensayó en su habitación de hotel a lo largo de tres días antes de conocer a Kubrick, y se sintió abrumado por la gran cantidad de texto que tenía que interpretar. Un año después, ya que se estaba rodando la segunda parte, Vitali lo sometió a repeticiones constantes de su guion de hasta doce horas al día durante seis semanas; «Kubrick, a través de Vitali, planteó la idea de que comenzaría a filmar al día siguiente, solo para que ese día llegara y se fuera». Cerca de su apartamento se encontraba el actor Michael Biehn, quien le ayudó a afrontar la decisión de Vitali y el director de elegir a Ermey.
Para el personaje J. T. «Joker» Davis —Bufón en España, Burlón en Hispanoamérica — se eligió a Matthew Modine, que anteriormente había protagonizado algunas películas como Mrs. Soffel, una historia real, Birdy, Vision Quest y Private School. Inicialmente se consideró al actor Anthony Michael Hall para el puesto, pero pasaron ocho meses de negociaciones sin un acuerdo económico. A Bruce Willis también se le ofreció el papel, pero lo declinó por la imposibilidad de salir de la serie de televisión Luz de luna. Modine se quejó de hacer el filme y dijo que se trató de una «experiencia miserable», «aunque nunca perdió su orgullo por la película terminada».
Vincent D'Onofrio interpretó a Leonard «Gomer Pyle» Lawrence, (Patoso en España). Hasta entonces solo había participado como actor en dos pequeñas películas años antes, y se encontraba trabajando como portero en un Hard Rock Cafe. D'Onofrio ya conocía a Modine con anterioridad, y este lo recomendó a Kubrick para interpretar el papel, pues el director no encontraba a nadie. El actor envió un vídeo vestido con un uniforme militar que grabó con una cámara alquilada; tras ser elegido, tuvo que subir 32 kg en siete meses. El aumento intencional de peso le «debilitó mentalmente» e incluso tuvo problemas con la rodilla durante la grabación de una escena. A pesar de ser amigo en un principio de Modine, ambos se distanciaron uno del otro hasta el punto de odiarse, según dijo Modine en una entrevista, por «tener distintos estilos».
Para el papel de Animal Mother —Pedazo de Animal— se eligió a Adam Baldwin. Se consideró inicialmente a Arnold Schwarzenegger, pero lo declinó por estar trabajando en las películas Commando y Depredador. Asimismo, Arliss Howard actúa como el recluta «Cowboy» Evans, Kevyn Major Howard como Rafterman —Rompetechos— y Dorian Harewood como Eightball —Bola ocho—. De esta forma, el reparto protagónico quedó conformado de la siguiente manera:
- Matthew Modine como J. T. «Joker» Davis (Bufón/Burlón): Narrador de la película y recluta después convertido en periodista de guerra del periódico estadounidense Barras y estrellas. Su casco lleva la inscripción «Nacido para matar» al mismo tiempo que tiene una insignia que representa el símbolo de la paz.[18]
- Vincent D'Onofrio como Leonard «Gomer Pyle» Lawrence (Patoso): Recluta con sobrepeso y torpe objeto de las burlas de Hartman.[18][19]
- R. Lee Ermey como Hartman: Sargento de artillería e instructor militar.[19]
- Adam Baldwin como «Animal Mother» (Pedazo de Animal): Ametrallador con ganas de combatir y que se enorgullece de matar soldados enemigos.[20]
- Arliss Howard como «Cowboy» Evans: Miembro del escuadrón Lusthog y amigo de Bufón.[20]
- Kevyn Major Howard como «Rafterman» (Rompetechos): Fotógrafo de guerra.[18]
- Dorian Harewood como «Eightball (Ébano/Bola ocho): Miembro de Lusthog y amigo cercano de Pedazo de Animal.[18]
- Tim Colceri como «Doorgunner»: Un despiadado artillero de puerta de helicóptero que sugiere que Bufón y Rompetechos escriban una historia sobre él.[20]

Además del elenco principal, Full Metal Jacket contó con la participación de otros actores, como Ed O'Rossv para el papel de Walter J. «Touchdown» Schinowski, exjugador de fútbol americano y comandante del escuadrón Lusthog. John Terry aparece como el teniente Lockhart, que a su vez es editor del periódico militar Barras y estrellas. Por otro lado, la actriz de ascendencia asiática Papillon Soo Soo actúa como una prostituta en la ciudad vietnamita de Đà Nẵng, mientras que Ngoc Le es la francotiradora.

## Producción

### Desarrollo

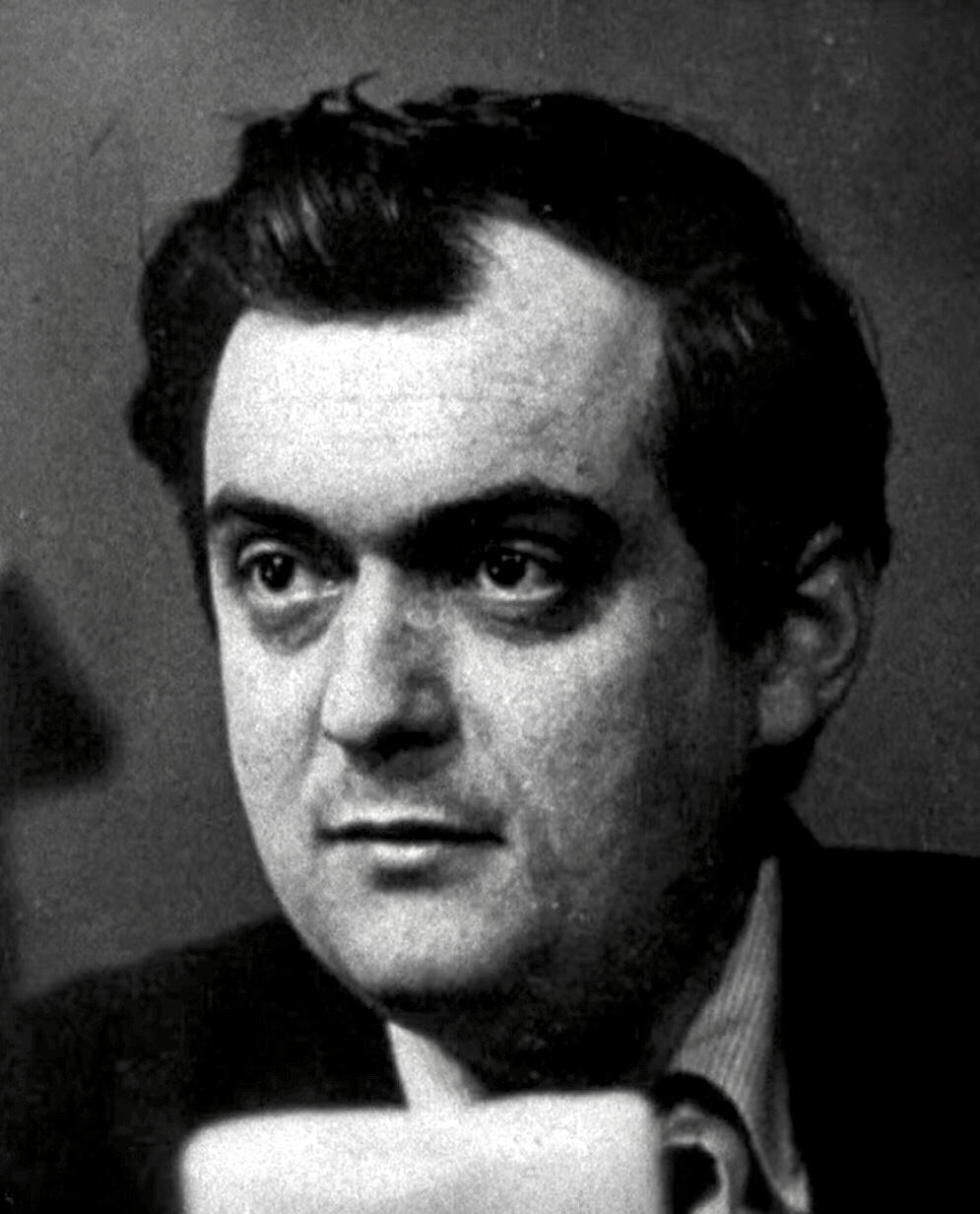
Stanley Kubrick en 1964.

En 1980, el director Stanley Kubrick se puso en contacto con el guionista Michael Herr, autor de las memorias sobre la guerra de Vietnam Dispatches (1977), para discutir el trabajo en una película sobre el Holocausto. En lugar de ello, el tema se descartó en favor de un filme sobre la guerra de Vietnam. Ambos se conocieron en Inglaterra y el director le dijo a Herr que quería hacer una película de guerra, pero que aún no había encontrado una historia que adaptar. Kubrick descubrió la novela semiautobiográfica del periodista Gustav Hasford, Un chaleco de acero (1979), mientras leía la revista Virginia Kirkus Review. Herr lo recibió en pruebas de galera encuadernadas y pensó que se trataba de una obra maestra. En 1982, Kubrick leyó la novela dos veces, con la conclusión de que «era un libro único y absolutamente maravilloso», y decidió, junto con Herr, adaptarlo para su próxima película. Kubrick dijo sentirse atraído por el diálogo del libro y lo encontró «casi poético en su calidad tallada y cruda». En 1983 comenzó a realizar investigaciones para la película a través de la visualización de imágenes y documentales, así como leyendo periódicos vietnamitas en formato microfilme de la Biblioteca del Congreso de Estados Unidos y estudiando cientos de fotografías de la época. Inicialmente, Herr no estaba interesado en revisar sus experiencias en la guerra de Vietnam, por lo que Kubrick pasó tres años persuadiéndolo de participar en lo que el autor describió como «una única llamada telefónica que duró tres años, con interrupciones».
En 1985, Kubrick se puso en contacto con Hasford para trabajar en el guion con él y Herr. A menudo hablaba con Hasford por teléfono de tres a cuatro veces por semana, durante horas. Kubrick ya había escrito un tratamiento detallado, y Kubrick y Herr se reunían en la casa del primero todos los días, dividiendo el tratamiento en escenas; a partir de ahí, Herr escribió el primer borrador. Al cineasta le preocupaba que el público malinterpretara el título del libro como una referencia a personas que solo hacían medio día de trabajo, por lo que lo cambiaron a Full Metal Jacket después de descubrir la munición del mismo nombre mientras revisaba un catálogo de armas. Después de completar el primer borrador, Kubrick telefoneó sus órdenes a Hasford y Herr, quienes le enviaron sus presentaciones por correo. Kubrick los leyó y editó, y posteriormente el equipo repitió el proceso; ni Hasford ni Herr sabían cuánto había contribuido al guion, lo que provocó una disputa sobre los créditos finales. Hasford mencionó al respecto en una entrevista: «Éramos como tipos en una línea de montaje en la fábrica de automóviles. Yo estaba colocando un artilugio y Michael estaba colocando otro, y Stanley era el único que sabía que esto terminaría siendo un automóvil». Herr dijo que el director no estaba interesado en hacer una película contra la guerra, pero «quería mostrar cómo es la guerra». En algún momento, Kubrick quiso conocer a Hasford en persona, pero Herr lo desaconsejó; describió al autor de Un chaleco de acero como un «hombre aterrador» y creyó que él y Kubrick no «se llevarían bien». No obstante, Kubrick insistió y todos se reunieron en su casa de Inglaterra para cenar; no salió bien y no volvieron a unirse.

### Rodaje y retrato histórico

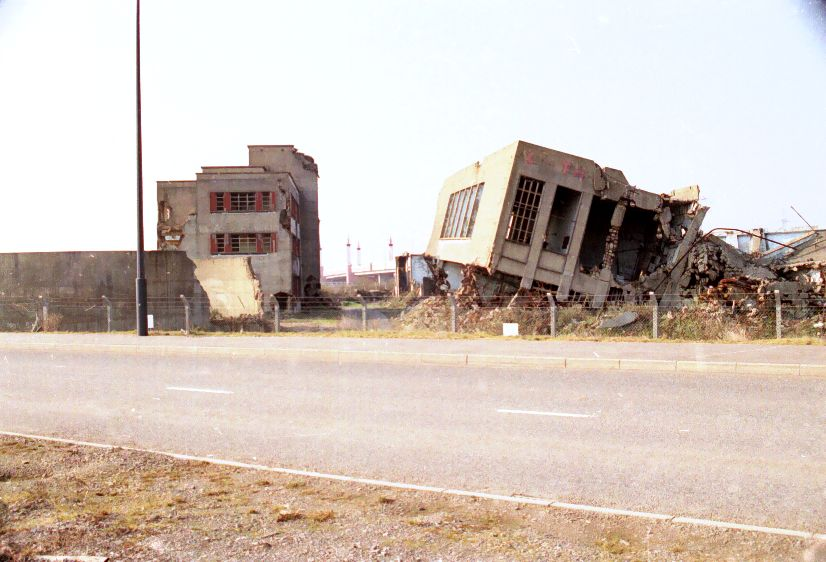
Imagen de la antigua fábrica de gas Beckton Gas Works, usada para las escenas de Huế.

Kubrick rodó la película en Inglaterra de 1985 a 1986. Se grabaron escenas en Cambridgeshire, en el Parque nacional The Broads, en Newham, en la Isla de los Perros y en las infraestructuras Millennium Mills y Beckton Gas Works. Se usó una antigua estación de la Real Fuerza Aérea británica y luego una base del ejército británico, Bassingbourn Barracks, como el campo de entrenamiento de Parris Island. También se utilizó un campo de tiro de la armada inglesa cerca de Barton, en las afueras de Cambridge, para la escena en la que Hartman felicita al soldado Patoso por su habilidad a la hora de disparar. Kubrick trabajó a partir de fotografías de la ciudad vietnamita Huế, tomadas en 1968, y encontró un área propiedad de British Gas que se parecía mucho a ella y estaba programada para ser demolida. La fábrica de gas Beckton Gas Works, en desuso y a pocos kilómetros del centro de Londres, se filmó en representación de Huế después de los ataques. Kubrick hizo volar los edificios y el director de arte de la película usó una bola de demolición para hacer agujeros en lugares específicos de las infraestructuras. Originalmente, Kubrick tenía una réplica de plástico de la jungla, pero una vez que la miró, se informó que dijo: «No me gusta. Desháganse de ella». El campo abierto se filmó en las marismas de Cliffe (Kent), a lo largo del río Támesis, complementado con 200 palmeras españolas importadas desde Canarias y 100 000 plantas tropicales de plástico de Hong Kong. Adicionalmente, se rodaron escenas en los Pinewood Studios, con ubicación en Iver (Buckinghamshire).

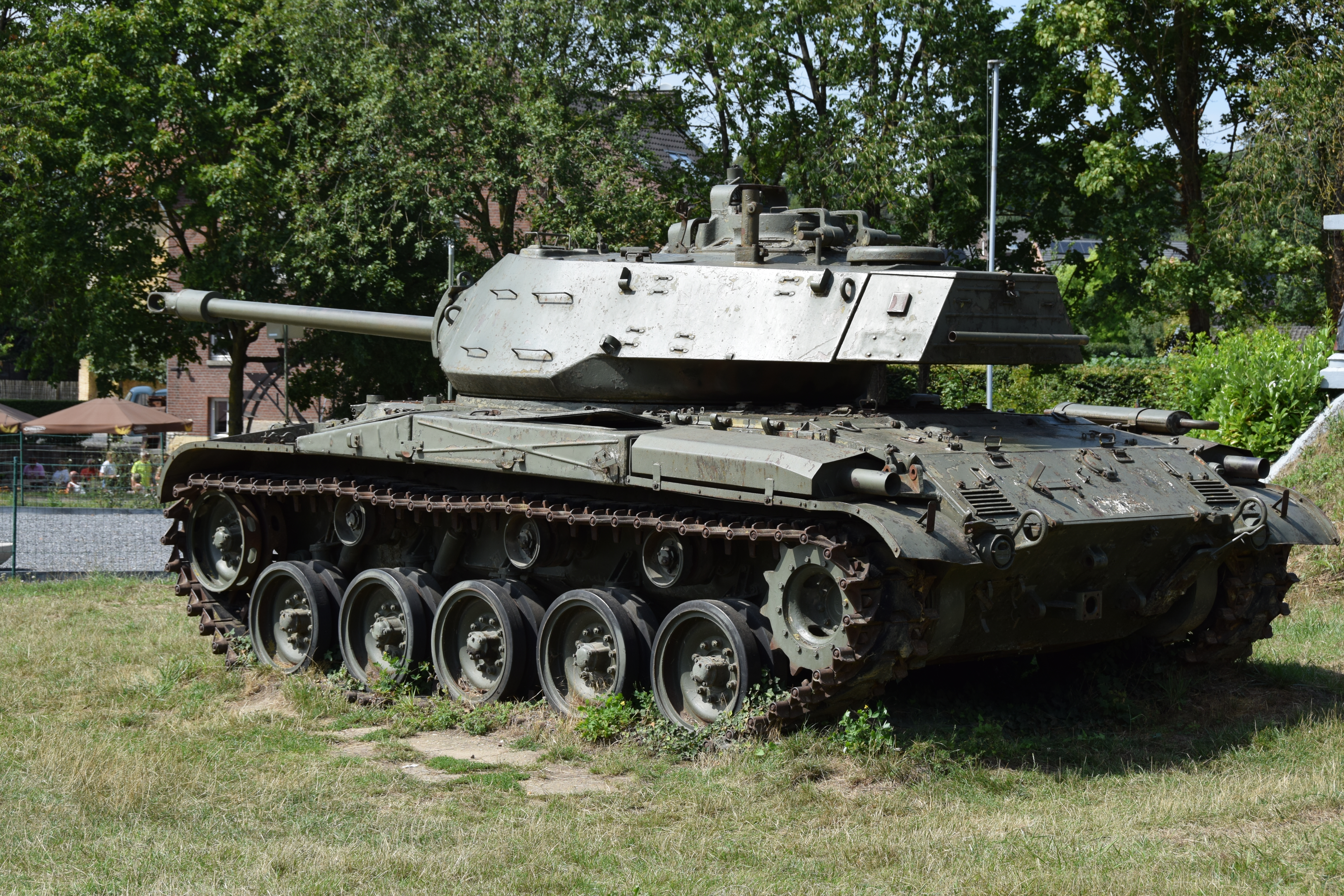
Tanque M41 Walker Bulldog.

Kubrick adquirió cuatro tanques M41 de un coronel del ejército belga que era un admirador del trabajo del director, así como helicópteros Westland Wessex pintados de verde marino por parte de la armada británica para representar los helicópteros Sikorsky H-34 Choctaw de la marina estadounidense. Aunque el Wessex era un derivado con licencia del Sikorsky H-34, en el Wessex se sustituyeron dos motores de turbina de gas por el motor radial (pistón) del H-34. Esto resultó en una nariz mucho más larga y menos redondeada que la del H-34 de la era de Vietnam. Kubrick obtuvo una selección de rifles, lanzagranadas M79 y ametralladoras M60 de un comerciante de armas autorizado.  Modine describió el rodaje como difícil: «Beckton Gas Works fue una pesadilla tóxica y ambiental para todo el equipo de filmación». El asbesto y cientos de otras sustancias químicas envenenaron el suelo y el aire. Modine documentó los detalles del tiroteo en Beckton en su libro Full Metal Jacket Diary (2005). Durante la secuencia del campo de entrenamiento, Modine y los otros reclutas tuvieron que soportar los rigores del entreno de la Infantería de Marina, así como que Ermey les gritara durante diez horas al día durante el rodaje de las escenas de Parris Island. Con el objetivo de asegurar que las reacciones de los actores hacia Ermey fueran lo más auténticas y frescas posibles, Ermey y los reclutas no ensayaron juntos. Además, para la continuidad de la película, cada recluta tenía que afeitarse la cabeza una vez a la semana.
En un momento durante el rodaje, Ermey tuvo un accidente automovilístico en el que se rompió todas las costillas de un lado y estuvo inconsciente durante cuatro meses y medio. Por otro lado, Hasford contempló emprender acciones legales sobre los créditos de escritura; originalmente, los realizadores tenían la intención de que Hasford recibiera un crédito de «diálogo adicional», pero él luchó y finalmente recibió todo el crédito. El escritor se llevó a dos amigos y visitó el set vestido de extra, solo para ser confundido por un miembro del equipo de Herr, aunque después se identificó a sí mismo como el escritor en cuyo trabajo se basó la película. Durante la grabación del largometraje se usaron tres cámaras distintas: Arriflex 35 BL (con lentes de alta velocidad fabricadas por Zeiss), Arriflex 35 IIC y Fries Mitchell 35R3 (con lentes de Nikon). A su vez, la longitud del metraje grabado en total es de aproximadamente 3200 metros. Las imágenes pasaron por los laboratorios Rank Film, en Denham (Reino Unido).
El director eligió grabar en Inglaterra debido a los altos costos de viajar a Vietnam y debido a que, según él, era «más barato y más preciso» construir la «realidad» que rodar en el país asiático. No obstante, se contrató a cerca de 5000 miembros de la comunidad de inmigrantes vietnamitas de Londres como fondo para las escenas de Đà Nẵng. En posproducción se descartó una escena en la que varios militares jugaban a fútbol con una cabeza humana como balón y una en la que Pedazo de Animal decapitaba a la francotiradora. Como dato adicional, a Modine le dio tiempo a casarse, tener un hijo con su mujer, y que este cumpliera un año durante el tiempo de rodaje de la película. Anton Furst ocupó el puesto de diseñador de producción; declaró sobre su implicación en el filme: «Mi trabajo, básicamente, es averiguar, a partir del guion, lo que necesitamos que mire la cámara, aparte de los actores. Es, hasta cierto punto, ilustración, pero obviamente estás entrando en un tipo de realidad totalmente diferente con el trabajo cinematográfico».

### Banda sonora

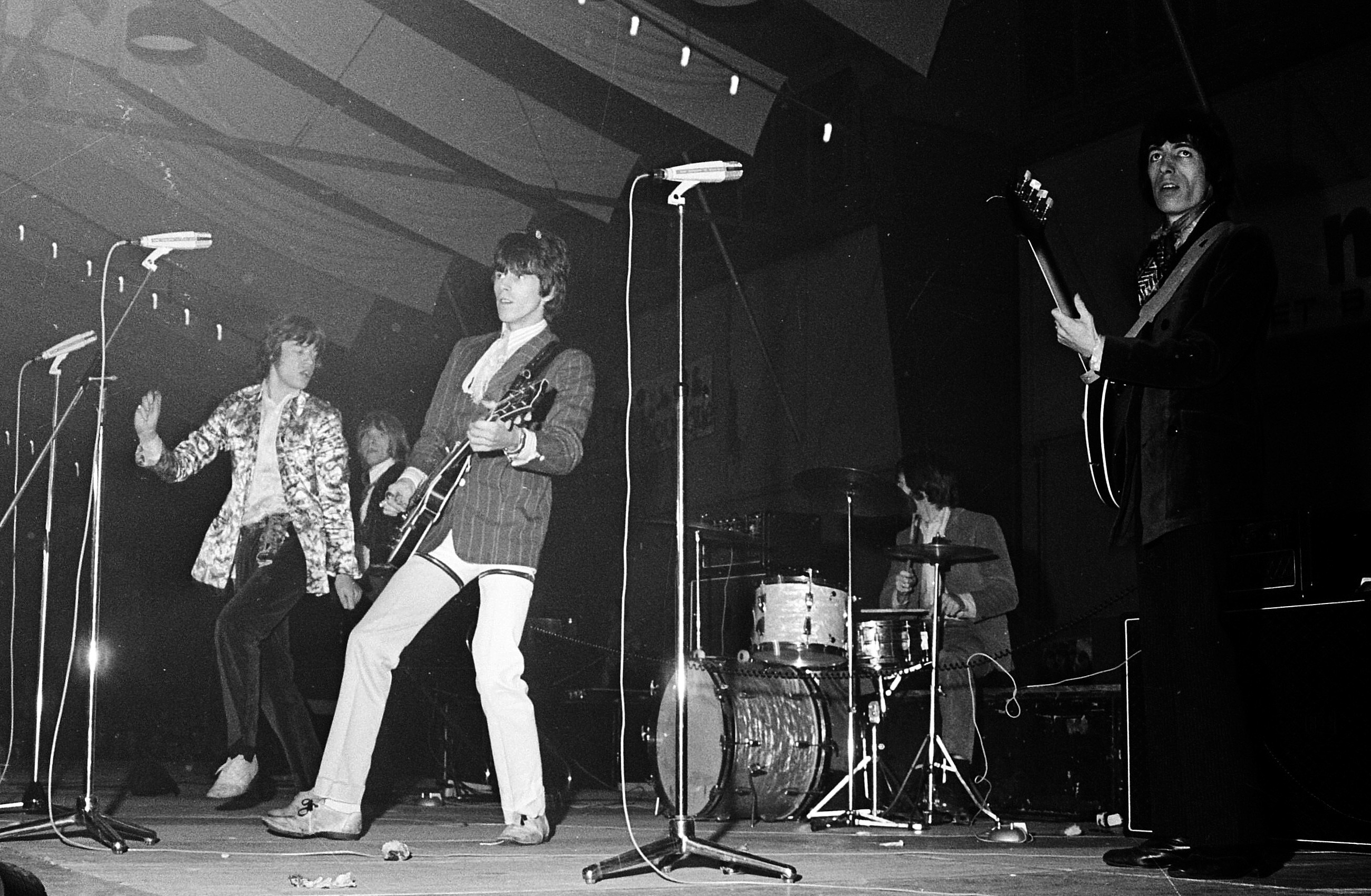
The Rolling Stones en 1967. Un año después compusieron «Paint It, Black», canción que suena durante los créditos finales.

La hija de Stanley, Vivian Kubrick, se encargó de componer la banda sonora bajo el alias de «Abigail Mead». Para presentar una música «oscura y atmosférica», Vivian usó un sampler Fairlight CMI. Asimismo, observó la lista de los cien mejores éxitos de Billboard para cada año desde 1962 a 1968 y probó muchas canciones, aunque, según comentó: «A veces el rango dinámico de la música era demasiado grande y no podíamos trabajar en diálogo». En la banda sonora abunda el rock, como las canciones «Hello Vietnam» —de Johnny Wright—, «These Boots Are Made for Walkin'» —Nancy Sinatra—, «Wooly Bully» —Sam the Sham & the Pharaohs— y «Surfin' Bird» —The Trashmen—. Para cerrar la película, durante los créditos finales suena «Paint It, Black», compuesta por el grupo inglés The Rolling Stones en tiempos de la guerra de Vietnam; por problemas con los derechos de autor, no se pudo añadir a los discos a la venta de la banda sonora. También se incluyeron el Himno de los Marines, himno oficial del Cuerpo de Marines de los Estados Unidos interpretado para la ocasión por Goldman Band, y «La Marcha de Mickey Mouse», creada por Jimmie Dodd para el espectáculo de variedades Mickey Mouse Club (1955-1996).
Vivian compuso diversas partituras para completar la película y escenas como en la que Hartman es asesinado por Patoso y este último se suicida. Las siete pistas de Vivian se grabaron en los CTS Studios de Wembley (Londres), donde Tim Pennington contribuyó como ingeniero de sonido. Por otro lado, para promover el filme, Vivian y Nigel Goulding lanzaron la canción «Full Metal Jacket (I Wanna Be Your Drill Instructor)»; incorpora las cadencias de ejercicios de Ermey y alcanzó el número dos en la lista de sencillos del Reino Unido. Finalmente, la banda sonora salió a la venta el mismo año que la película, en 1987, por la discográfica Warner Records en Estados Unidos y WEA International para el resto del mundo, en formatos CD y vinilo LP.
| Full Metal Jacket (Original Motion Picture Soundtrack) |                                    |                                                      |                                              |          |  |
| N.º                                                    | Título                             | Letras                                               | Música                                       | Duración |  |
| 1.                                                     | «Full Metal Jacket»                | Nigel Goulding y Abigail Mead                        | Nigel Goulding y Abigail Mead                | 5:04     |  |
| 2.                                                     | «Hello Vietnam»                    | Tom T. Hall                                          | Johnny Wright                                | 3:06     |  |
| 3.                                                     | «Chapel of Love»                   | Jeff Barry, Ellie Greenwich y Phil Spector           | The Dixie Cups y Sam the Sham & the Pharaohs | 2:48     |  |
| 4.                                                     | «Wooly Bully»                      | Domingo Samudio                                      | Sam the Sham & the Pharaohs                  | 2:21     |  |
| 5.                                                     | «I Like It Like That»              | Chris Kenner y Allen Toussaint                       | Chris Kenner                                 | 1:58     |  |
| 6.                                                     | «These Boots Are Made for Walkin'» | Lee Hazlewood                                        | Nancy Sinatra                                | 2:41     |  |
| 7.                                                     | «Surfin' Bird»                     | Al Frazier, Sonny Harris, Carl White y Turner Wilson | The Trashmen                                 | 2:17     |  |
| 8.                                                     | «The Marines' Hymn»                |                                                      | Goldman Band                                 | 2:06     |  |
| 9.                                                     | «Transition»                       | Vivian Kubrick                                       | Vivian Kubrick                               | 0:32     |  |
| 10.                                                    | «Parris Island»                    | Vivian Kubrick                                       | Vivian Kubrick                               | 4:28     |  |
| 11.                                                    | «Ruins»                            | Vivian Kubrick                                       | Vivian Kubrick                               | 2:12     |  |
| 12.                                                    | «Leonard»                          | Vivian Kubrick                                       | Vivian Kubrick                               | 5:57     |  |
| 13.                                                    | «Attack»                           | Vivian Kubrick                                       | Vivian Kubrick                               | 2:01     |  |
| 14.                                                    | «Time Suspended»                   | Vivian Kubrick                                       | Vivian Kubrick                               | 1:04     |  |
| 15.                                                    | «Sniper»                           | Vivian Kubrick                                       | Vivian Kubrick                               | 3:15     |  |
| 40:52                                                  |                                    |                                                      |                                              |          |  |

### Doblaje en español
Para conseguir la película en español, se realizaron dos doblajes: uno para la distribución en España y otro para Hispanoamérica. En el primer caso, el proceso se llevó a cabo en el estudio Tecnison, en las ciudades de Madrid y Barcelona, mientras que Mario Camus se encargó de la dirección. En relación con los actores de doblaje, en el español participaron Pep Anton Muñoz (como Bufón), Jesús Nieto Obejero (Hartman), Pedro Mari Sánchez (Patoso), Chema Muñoz (Cowboy), Rafael Alonso Naranjo Jr. (Rompetechos) y Tito Valverde (Bola ocho). En un principio Jaime de Armiñán se estaba encargando de la dirección, pero debido a discrepancias con Kubrick sobre la elección de los actores, se le cambió por Camus. Por su parte, en la versión hispanoamericana, grabada en México, Moisés Palacios ocupó el puesto de director. El elenco principal de voces quedó conformado por José Antonio Macías (para el doblaje de Burlón), Humberto Solórzano (Hartman), Luis Daniel Ramírez (Gomer Pyle), Noé Velázquez (Cowboy), Alfonso Obregón (Rafterman) y Mario Arvizu (Bola ocho).

## Temas

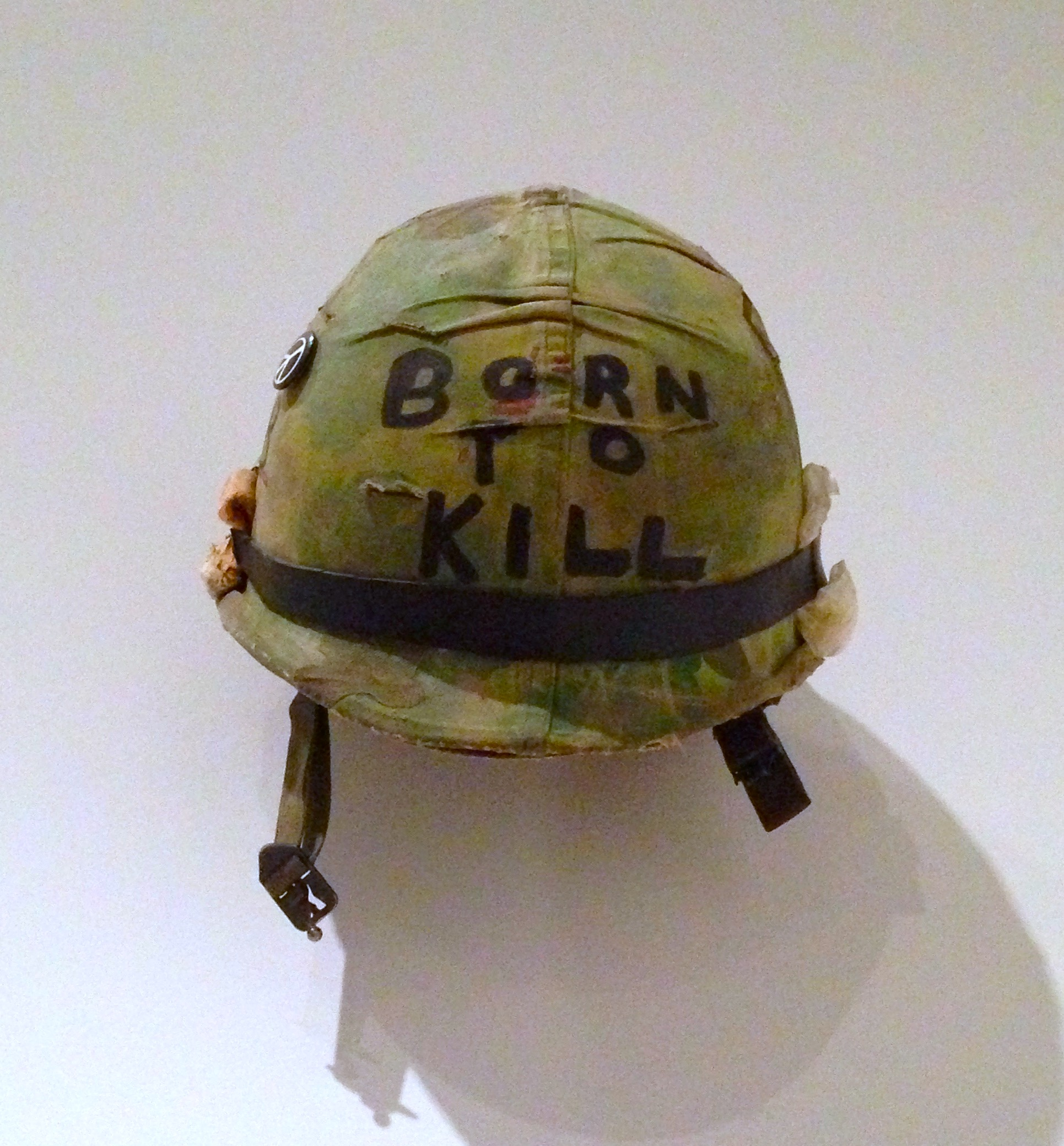
Casco usado por Bufón en la película en el que se lee «Born to kill», «Nacido para matar» en español.

En comparación con otras obras de Kubrick, los temas de Full Metal Jacket han recibido poca atención por parte de los críticos. Michael Pursell escribió en su ensayo, Full Metal Jacket: The Unraveling of Patriarchy (1988), una consideración temprana y profunda de la estructura de dos partes del filme, así como su crítica de la masculinidad, argumentando que muestra «la guerra y la pornografía como facetas del mismo sistema». La mayoría de las críticas se han centrado en temas como el lavado de cerebro que se hace a los reclutas en el campo de entrenamiento, mientras que ven la segunda mitad del filme como más confusa y desarticulada en contenido. Rita Kempley, de The Washington Post, escribió: «Es como si hubieran tomado prestados fragmentos de cada película de guerra para hacer este final ecléctico».  Julian Rice, en su libro Kubrick's Hope (2008), vio la segunda parte de la película como una continuación del viaje psíquico de Bufón al tratar de enfrentarse al mal humano.  Por su parte, la redacción del sitio web AlohaCriticón relató: «El propósito de deshumanización del hombre en pos de su conversión en maquinaria de matar es crudamente mostrado por su autor en el enfrentamiento crónico entre Ermey y D’Onofrio, así como en la postrera y progresiva consecuencia de enajenación derivada de los brutales métodos empleados».
Tony Lucia, en su reseña para el diario Reading Eagle, analizó los temas de la carrera de Kubrick, con la conclusión de que «el elemento unificador puede ser el hombre común empequeñecido por situaciones demasiado vastas e imponentes de manejar». Lucia se refirió específicamente a la «mentalidad militar» mostrada en el filme. También relató que el tema cubría «un hombre que se prueba a sí mismo contra sus propias limitaciones», y concluyó: «Full Metal Jacket es el último capítulo de una película en curso que no es simplemente un comentario sobre nuestro tiempo o uno pasado, sino sobre algo que llega más allá». El crítico británico Gilbert Adair escribió: «La aproximación de Kubrick al lenguaje siempre ha sido reduccionista e intransigentemente determinista por naturaleza. Parece verlo como el producto exclusivo del condicionamiento ambiental, solo muy marginalmente influenciado por los conceptos de subjetividad e interioridad, por todos los caprichos, matices y modulaciones de la expresión personal». Michael Herr declaró sobre su trabajo en el guion: «La sustancia era decidida, el viejo y siempre serio problema de cómo se pone en una película o en un libro la presencia viva y comportamental de lo que Carl Gustav Jung llamó sombra, el más accesible de todos los arquetipos [...] La guerra es el campo supremo de la actividad de las sombras, donde te llevan todas sus otras actividades. Como lo expresaron en Vietnam, “Sí, aunque camine por el valle de la sombra de la muerte, no temeré al mal, porque yo soy el mal”». Will Saez, de eCartelera, dijo: «Kubrick difundía un claro mensaje antibelicista en una obra dura que, al contrario que otros films del género, se sigue con total entretenimiento».

## Estreno

### Estreno y promoción
Los expertos de la industria del cine se mostraron optimistas sobre el periodo junio-septiembre de 1987. La temporada se centró en películas de géneros como la ciencia ficción, terror y fantasía, los cuales demostraron generar ingresos. Más filmes estaban dirigidos a audiencias adultas (mayores de 25 años), como Roxanne, The Untouchables y Full Metal Jacket, con el objetivo de atraer audiencias ignoradas en años anteriores por películas centradas en adolescentes. Se predijo que la comedia de acción Beverly Hills Cop II dominaría los cines, pero también se esperaba que muchas otras tuvieran un buen desempeño, incluida la aventura de acción Ishtar, las comedias Harry and the Hendersons, ¿Quién es esa chica? y Spaceballs, el filme de acción Depredador y secuelas que incluyen Superman IV y The Living Daylights. Full Metal Jacket recibió una calificación R —para mayores de 17 años a menos que estén acompañados por un adulto— por parte de la Motion Picture Association (MPA).
Antes de su estreno se promocionó a través de periódicos, con algunas frases como «Una obra maestra, Kubrick en su mejor momento» o «La mejor película de guerra jamás hecha» por parte de Detroit News y The Globe and Mail, colocadas en Los Angeles Times. La película tuvo su preestreno en la ciudad estadounidense de Beverly Hills (California) el 17 de junio de 1987. Allí acudieron algunos actores ajenos a la obra, como Clint Eastwood, Roy Scheider y Nicolas Cage, entre otros. Días después, el 26 de junio, se produjo un estreno limitado en Estados Unidos, para dar paso a un estreno general el 10 de julio en todo el país. A los cines argentinos llegó el 8 de octubre de 1987, a la par que en otros países de habla hispana como Uruguay, España y Colombia se estrenó el 25 de diciembre de 1987, 22 y 28 de enero de 1988, respectivamente. En Perú debutó el 25 de febrero de 1988, y en México el 28 de abril del mismo año. Por otro lado, sus fechas de estreno a nivel mundial fueron las siguientes:
| País                          | Fecha de estreno                                                                                             |
| ----------------------------- | --- |
| Estados Unidos                | 17 de junio de 1987 (preestreno en Beverly Hills) 26 de junio de 1987 (estreno limitado) 10 de julio de 1987 |
| Canadá                        | 26 de junio de 1987                                                                                          |
| Reino Unido Irlanda           | 11 de septiembre de 1987                                                                                     |
| Suecia                        | 2 de octubre de 1987                                                                                         |
| Argentina Alemania Occidental | 8 de octubre de 1987                                                                                         |
| Finlandia Italia Portugal     | 9 de octubre de 1987                                                                                         |
| Australia                     | 15 de octubre de 1987                                                                                        |
| Brasil Dinamarca              | 16 de octubre de 1987                                                                                        |

| País           | Fecha de estreno                |
| -------------- | ------------------------------- |
| Francia Grecia | 21 de octubre de 1987           |
| Países Bajos   | 29 de octubre de 1987           |
| Uruguay        | 25 de diciembre de 1987         |
| España         | 22 de enero de 1988 (Barcelona) |
| Colombia       | 28 de enero de 1988             |
| Perú           | 25 de febrero de 1988           |
| Japón          | 19 de marzo de 1988             |
| Taiwán         | 26 de marzo de 1988             |
| Hong Kong      | 31 de marzo de 1988             |
| México         | 28 de abril de 1988             |
| Turquía        | 6 de octubre de 1995            |
| Corea del Sur  | 17 de febrero de 1996           |

### Formato doméstico
En 1988, Warner Home Video lanzó el filme en formato VHS, con la frase «Aclamada por críticos de todo el mundo como la mejor película de guerra jamás realizada» como rótulo. En 1991 salió en Estados Unidos para el disco óptico LaserDisc (LD) con un precio de 24,98 USD, mientras que en Japón se estrenó en septiembre de 1989. En los siguientes años, se publicaron varios discos DVD de la película: en junio de 1999, septiembre de 2001, agosto de 2002, septiembre de 2004 y octubre de 2007. La edición de 2002 se trata de una limitada para coleccionistas; cuenta con elementos adicionales como la banda sonora original, un arte gráfico de 35 mm con un fotograma de la película y un cuaderno de dieciséis páginas con historias sobre la producción e imágenes de la misma. La de 2004 es una remasterización de la película original, que cuenta con «una imagen más suave, un poco más oscura y los colores son más vibrantes». Por su parte, la de 2007, denominada Deluxe Edition, incluye comentarios de los actores Adam Baldwin, Vincent D'Onofrio y Lee Ermey, así como del crítico de cine Jay Cocks; también se añadió un documental llamado Full Metal Jacket: Between Good and Evil y que tiene una duración de alrededor de treinta y un minutos.
El 23 de octubre de 2007 salió en formato Blu-ray. Con motivo del veinticinco aniversario, Warner sacó una edición especial en Blu-ray el 7 de agosto de 2012, con dos discos empaquetados en un libro encuadernado con cuarenta y cuatro páginas que cuenta datos sobre la producción, biografías del elenco, una reflexión de Modine y un ensayo titulado The Identity Crisis of Full Metal Jacket. También incluye los comentarios de Baldwin, Ermey, D'Onofrio y Cocks presentes en la Deluxe Edition, además de Full Metal Jacket: Between Good and Evil. Como novedad, se añadió un DVD con el documental Stanley Kubrick's Boxes, dirigido por Jon Ronson y que cuenta datos sobre cómo era Kubrick como director. En septiembre de 2020, Warner lanzó la película en Blu-ray Ultra HD (4K Ultra HD), con una nueva transferencia 2160p nativa remasterizada en imágenes de alto rango dinámico a través del negativo original. Leon Vitali colaboró en su elaboración; su contenido es el mismo que el DVD Deluxe Edition. De forma adicional, se puso a la venta una versión especial Ultimate Collector's Edition en 4K Ultra HD, con una carátula diferente, un póster, una carta de Kubrick y algunos folletos.

## Recepción

### Comercial
Producida con un presupuesto de 30 millones de dólares, Full Metal Jacket se estrenó de forma limitada el 26 de junio de 1987 en 215 salas de cine en Estados Unidos y obtuvo una recaudación de 2 217 307 dólares en su primer fin de semana, con un promedio de 10 313 USD por sala. Este dato la ubicó en la posición número diez de películas que más recaudaron en el fin de semana del 26 al 28 de junio. Se necesitaron otros 2 002 890 USD para un total de 5 655 225 USD antes de ingresar al estreno general el 10 de julio de 1987, en 881 cines, un aumento de 666 salas. El fin de semana del 10 al 12 de julio la película hizo una caja de 6 079 963 USD, con un promedio de 6901 USD por sala, con lo que se posicionó como la segunda que más recaudó en esos dos días, solo por detrás de Revenge of the Nerds II: Nerds in Paradise (7,9 millones USD). Durante las próximas cuatro semanas, se estrenó en otros 194 cines hasta su estreno más amplio en 1075 cines antes de cerrar dos semanas después con una recaudación de alrededor de 46,35 millones USD. Esta cifra lo convirtió en el decimonoveno largometraje más taquillero del año, por detrás de Blancanieves (46,6 millones USD), The Living Daylights (51,1 millones USD) Dirty Dancing (51,6 millones USD), Outrageous Fortune (52,8 millones USD), RoboCop (53,4 millones USD), Cocodrilo Dundee (53,6 millones USD), La Bamba (54,2 millones USD), Dragnet (57,4 millones USD), Depredador (59,7 millones USD), Las brujas de Eastwick (63,8 millones USD), Lethal Weapon (65,2 millones USD), Procedimiento ilegal (65,7 millones USD), El secreto de mi éxito (67 millones USD), Tres hombres y un bebé (70,8 millones USD), The Untouchables (76,3 millones USD), Atracción fatal (126 millones USD), Platoon (137 millones USD) y Beverly Hills Cop II (153,7 millones USD). En 1998, la película había recaudado 120 millones de dólares en todo el mundo.
Debido en parte a los precios altos de las entradas, 1987 estableció una marca de 1,6 mil millones de dólares en taquilla bruta, apenas superando el récord anterior de 1,58 mil millones USD establecido en 1984. A diferencia del verano previo, que contó con múltiples éxitos en taquilla como Los cazafantasmas e Indiana Jones and the Temple of Doom, 1987 entregó solo uno; Beverly Hills Cop II. Aun así, más películas, incluida Full Metal Jacket, se habían desempeñado modestamente bien, con ganancias de 274 millones USD entre ellas, un aumento del 50 % con respecto a 1986. La edad promedio de la audiencia siguió en aumento, ya que las películas orientadas a los adolescentes sufrieron una caída del 22 % en su rendimiento con respecto a las de 1986. Por otro lado, los filmes para adultos registraron un aumento del 39 % en los ingresos.

### Crítica

#### Anglosajona

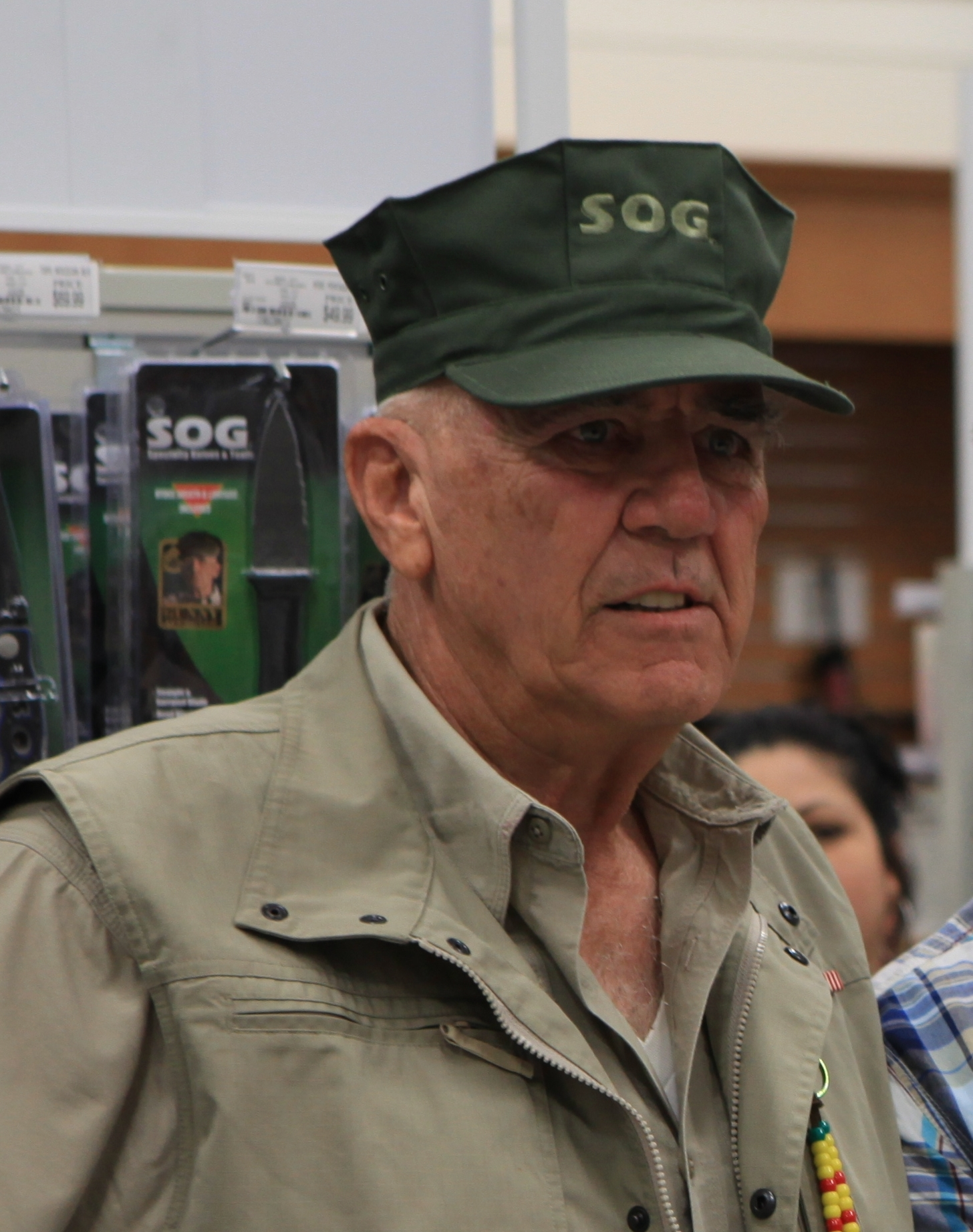
R. Lee Ermey fotografiado en 2012. Recibió los elogios de la crítica.

El portal de reseñas Rotten Tomatoes situó el nivel de aprobación de Full Metal Jacket en un 92 %, de acuerdo con 83 reseñas y una crítica consensuada que señala: «Intensa, de construcción compacta y oscuramente cómica a veces, puede no presumir de los temas más originales, pero es sumamente eficaz para comunicarlos». Por otro lado, el sitio web Metacritic le asignó una puntuación de 76 sobre 100 basada en 19 reseñas, lo que significa una recepción crítica «generalmente favorable». La empresa de investigación de mercados CinemaScore le otorgó a la película una nota de «B+». Los críticos reaccionaron de forma favorable al elenco, sobre todo a la actuación de Ermey en particular, así como al primer acto de la película en el entrenamiento de reclutas, aunque recibió varias críticas negativas hacia la última parte ambientada en Vietnam, lo que varios consideraron un mensaje moral «confuso».
Richard Corliss, de la revista Time, tildó a la película de «nocaut técnico», a la vez que elogió «el ingenio salvaje y desesperado del diálogo; la osadía de elegir una escaramuza inconexa para hacer hincapié en la inutilidad de la guerra», así como «las magníficas y grandes actuaciones de casi todos los actores». Creía que Ermey y D'Onofrio recibirían nominaciones a los premios Óscar, y señaló «la elegancia olímpica y la precisión del cine de Kubrick». Ian Nathan, de Empire, le otorgó a la película tres sobre cinco estrellas y mencionó que era «inconsistente», además de describirla como «poderosa y frustrantemente desinteresada». Nathan sintió que después del acto de apertura, que se centra en la formación de los reclutas, la película se vuelve «desprovista de propósito»; sin embargo, resumió su reseña de la siguiente manera: «Esfuerzo kubrickiano resistente que te entusiasma con las visitas repetidas». Por su parte, Vincent Canby, de The New York Times, calificó la obra como «desgarradora, hermosa y característicamente excéntrica». Canby se hizo eco de los elogios para Ermey, de quien escribió: «La asombrosa sorpresa de la película [...] es tan bueno, tan obsesionado, que podrías pensar que escribió sus propias líneas». El crítico también relató que la actuación de D'Onofrio debe ser admirada; asimismo, describió a Modine como «uno de los mejores y más adaptables actores de cine jóvenes de su generación». Canby concluyó que Full Metal Jacket se trata de «una película de inmensa y muy rara imaginación».
Jim Hall, desde Film4, le otorgó a la película una puntuación perfecto de cinco estrellas y se sumó a los elogios para Ermey, de quien comentó que su «actuación como el malhablado Hartman se celebra con justicia y es difícil imaginar que el filme funcione con la misma eficacia sin él». La revisión prefirió el entrenamiento de apertura a la secuencia de Vietnam posterior, que calificó de «mucho más sorprendente que la segunda y más larga». Film4 comentó que la película termina abruptamente, pero sintió que «demuestra cuán clara y precisa podría ser la visión del director cuando se resistió a una tendencia fatal a la indulgencia» y concluyó: «Full Metal Jacket se ubica junto con Dr. Strangelove or: How I Learned to Stop Worrying and Love the Bomb como una de los mejores películas de Kubrick». En la misma línea, Jonathan Rosenbaum, del Chicago Reader, mencionó sobre el cortometraje: «Elíptico, lleno de sutiles rimas internas [...] y profundamente conmovedor, este es el más elaborado de Kubrick desde Dr. Strangelove, así como el más horrible». El semanario Variety calificó la película como un «drama intenso, esquemático y magníficamente realizado cargado de una lengua vernácula militar vívida y escandalosamente vulgar que contribuye en gran medida al poder del filme», pero consideró que nunca desarrolla «una narrativa particularmente fuerte». Todas las actuaciones del elenco fueron etiquetadas como «excepcionales» y Modine señalado: «Personificando tanto lo que se necesita para sobrevivir en la guerra como una cierta omnisciencia».
De forma contraria, el crítico del Chicago Sun-Times, Roger Ebert, mantuvo una opinión disidente; tildó la película de «extrañamente informe» y le otorgó 2.5 estrellas sobre cuatro. Ebert la calificó como «una de las películas de guerra más atractivas jamás realizadas en cuanto a escenarios», pero sintió esto no era suficiente para competir con la «asombrosa realidad de Platoon, Apocalypse Now y The Deer Hunter». Además, Ebert criticó el segundo acto, pues le pareció que «el filme se desintegra en una serie de piezas independientes, ninguna de ellas del todo satisfactoria». Concluyó que el mensaje era «demasiado poco y demasiado tarde», al mismo tiempo que elogió a Ermey y D'Onofrio, diciendo que «estas son las dos mejores actuaciones de la película, que nunca se recupera después de que abandonan la escena». Esta revisión enfureció a Gene Siskel en su programa de televisión At The Movies; criticó a Ebert por gustarle más Benji the Hunted —que salió la misma semana— que Full Metal Jacket. Ebert defendió su postura: «Benji the Hunter era buena por lo que era, una película infantil sentimental sobre un perro valiente, mientras que Full Metal Jacket puede haber sido una película superior, pero como el trabajo tan esperado de un maestro cineasta, no alcanzó el estándar de grandeza». A la redacción de Time Out London no le gustó el filme: «La dirección de Kubrick es tan fría y manipuladora como el régimen que representa». Sintió que los personajes estaban subdesarrollados, y agregó que «nunca llegamos a conocer realmente, y mucho menos nos importa, a los desventurados reclutas a la vista».

#### Hispanoamericana y española
En su revisión, Fotogramas le otorgó tres de cinco estrellas y declaró: «Adaptación de una novela de Gustav Hasford, en la que Kubrick siguió fiel a su estilo, consistente en inflar la obviedad para hacerle tomar la apariencia de categoría. La brutalidad de la guerra del Vietnam es el pretexto de un relato que se recrea en la violencia pese a pretender denunciarla. Estas importantes limitaciones no impiden que el resultado tenga una extraña brillantez». Por su parte, la redacción del sitio web AlohaCriticón mencionó que tras su «notable comienzo», la película «adolece de consistencia unificadora en su conjunto, pues no es válido dotar a unos personajes de extrema fuerza motora y hacerlos desaparecer antes de la mitad del metraje, justo antes de trasladarnos al terreno guerrero, en donde Matthew Modine es testigo de un amargo realismo belicoso no demasiado bien explotado y sin excesiva originalidad a pesar de su brillante puesta en escena». En una revisión realizada en 1996 desde El País, Fernando Morales tildó a la película de «otra de las maravillosas obras del excepcional Stanley Kubrick». Asimismo, la encontró «perfectamente dirigida y con unos actores muy trabajados», además de terminar diciendo que Kubrick «logró de nuevo rodar un polémico y excepcional trabajo que atrajo a sus incondicionales y a los que no acaban de entender su cine».

### Premios y reconocimientos
Full Metal Jacket se hizo acreedora de varios premios y nominaciones. Stanley Kubrick, Michael Herr y Gustav Hasford fueron nominados a un premio Óscar en la categoría de mejor guion adaptado. En los premios BAFTA, Nigel Galt, Edward Tise y Andy Nelson recibieron una nominación al mejor sonido, mientras que John Evans obtuvo el mismo resultado en la categoría mejores efectos visuales. En los premios de la Boston Society of Film Critics, Kubrick ganó el galardón al mejor director, a la vez que R. Lee Ermey logró la consideración de mejor actor de reparto. Kubrick recibió varias nominaciones por mejor productor o director en los premios David de Donatello, los WGA, los de la revista Kinema Junpō y los de la Academia Japonesa de Cine; ganó el galardón al director del año por parte del Círculo de Críticos de Cine de Nueva York.
La revista Empire la incluyó en el número 457 de su lista de las 500 mejores películas de todos los tiempos. Por su parte, el canal de televisión británico Channel 4 eligió a Full Metal Jacket como el filme número cinco en su lista de las mejores películas de guerra jamás realizadas. Asimismo, el American Film Institute (AFI) la situó en el puesto 95 en su lista AFI's 100 años... 100 películas de suspense, publicada en 2001. Rotten Tomatoes la posicionó en el número veintiocho en sus cien mejores filmes de guerra de la historia. Por otro lado, desde el sitio web Vulture, Keith Phipp mencionó que «Apocalypse Now y Full Metal Jacket son dos de los largometrajes más famosos sobre los horrores de la guerra», aunque a pesar de ello la ubicó la número diecinueve en una lista de las cincuenta mejores ambientadas en la guerra.
| \| Premios \| Categoría \| Receptor \| Resultado \| \| ---------------------------------------------------------------------- \| ------------------------------------- \| ---------------------------------------------- \| --------- \| \| Premios BAFTA (1988)[105] \| Mejor sonido \| Nigel Galt, Edward Tise y Andy Nelson \| Nominado \| \| Premios BAFTA (1988)[105] \| Mejores efectos visuales \| John Evans \| Nominado \| \| Premios Óscar (1988)[104] \| Mejor guion adaptado \| Stanley Kubrick, Michael Herr y Gustav Hasford \| Nominado \| \| Boston Society of Film Critics (1988)[106] \| Mejor director \| Stanley Kubrick \| Ganador \| \| Boston Society of Film Critics (1988)[106] \| Mejor actor de reparto \| R. Lee Ermey \| Ganador \| \| Premios del Círculo de Críticos de Cine de Nueva York (1988)[117][111] \| Mejor actor de reparto \| Vincent D'Onofrio \| Nominado \| \| Premios del Círculo de Críticos de Cine de Nueva York (1988)[117][111] \| Mejor fotografía \| Douglas Milsome \| Nominado \| \| Premios del Círculo de Críticos de Cine de Nueva York (1988)[117][111] \| Director del año \| Stanley Kubrick por Full Metal Jacket \| Ganador \| \| Premio David de Donatello (1988)[107] \| Mejor productor extranjero \| Stanley Kubrick \| Ganador \| \| Premio David de Donatello (1988)[107] \| Mejor director extranjero \| Stanley Kubrick \| Nominado \| \| Premio David de Donatello (1988)[107] \| Mejor película extranjera \| Full Metal Jacket \| Nominado \| \| Premios Globo de Oro (1988)[118] \| Mejor actor de reparto \| R. Lee Ermey \| Nominado \| \| Premios WGA (1988)[108] \| Mejor guion adaptado \| Stanley Kubrick, Michael Herr y Gustav Hasford \| Nominado \| \| Premios de Kinema Junpō (1989)[109] \| Mejor director de película extranjera \| Stanley Kubrick \| Ganador \| \| Premios de la Academia Japonesa (1989)[110] \| Mejor película extranjera \| Stanley Kubrick \| Nominado \| |                                       |                                                |           |
| Premios | Categoría                             | Receptor                                       | Resultado |
| Premios BAFTA (1988) | Mejor sonido                          | Nigel Galt, Edward Tise y Andy Nelson          | Nominado  |
| Premios BAFTA (1988) | Mejores efectos visuales              | John Evans                                     | Nominado  |
| Premios Óscar (1988) | Mejor guion adaptado                  | Stanley Kubrick, Michael Herr y Gustav Hasford | Nominado  |
| Boston Society of Film Critics (1988) | Mejor director                        | Stanley Kubrick                                | Ganador   |
| Boston Society of Film Critics (1988) | Mejor actor de reparto                | R. Lee Ermey                                   | Ganador   |
| Premios del Círculo de Críticos de Cine de Nueva York (1988) | Mejor actor de reparto                | Vincent D'Onofrio                              | Nominado  |
| Premios del Círculo de Críticos de Cine de Nueva York (1988) | Mejor fotografía                      | Douglas Milsome                                | Nominado  |
| Premios del Círculo de Críticos de Cine de Nueva York (1988) | Director del año                      | Stanley Kubrick por Full Metal Jacket          | Ganador   |
| Premio David de Donatello (1988) | Mejor productor extranjero            | Stanley Kubrick                                | Ganador   |
| Premio David de Donatello (1988) | Mejor director extranjero             | Stanley Kubrick                                | Nominado  |
| Premio David de Donatello (1988) | Mejor película extranjera             | Full Metal Jacket                              | Nominado  |
| Premios Globo de Oro (1988) | Mejor actor de reparto                | R. Lee Ermey                                   | Nominado  |
| Premios WGA (1988) | Mejor guion adaptado                  | Stanley Kubrick, Michael Herr y Gustav Hasford | Nominado  |
| Premios de Kinema Junpō (1989) | Mejor director de película extranjera | Stanley Kubrick                                | Ganador   |
| Premios de la Academia Japonesa (1989) | Mejor película extranjera             | Stanley Kubrick                                | Nominado  |

## Legado e impacto
Modine redactó un libro sobre sus experiencias durante el rodaje de la película llamado Full Metal Jacket Diary. Publicado en 2005 por Rugged Land y con más de 220 páginas, ganó un premio por parte del American Institute of Graphic Arts (AIGA) en honor a su diseño, cuyo jurado dijo: «Es el único libro que puedo imaginar cubierto con una chaqueta de metal». Full Metal Jacket ha llegado a inspirar a varios artistas para crear música, videojuegos o coger a alguno de sus personajes para salir en películas o series. La línea de diálogo «Me so horny. Me love you long time» —«Yo muy caliente, muy caliente, yo hacer amor contigo», en la versión española— pronunciada por la prostituta callejera de Đà Nẵng a Bufón se convirtió en un latiguillo en la cultura popular de Estados Unidos después ser muestreada por los artistas de rap 2 Live Crew en «Me So Horny» (1990) y Sir Mix-A-Lot en «Baby Got Back» (1992). Asimismo, inspiró la portada del videojuego Marranos en guerra (2000), el sargento presente en el tutorial de Half-Life: Opposing Force (1999) y algunos momentos de NAM-1975 (1990). Ermey hizo una aparición en la película The Frighteners (1996) como Hiles, el fantasma de un sargento mayor; su actuación recuerda a la realizada como Hartman y comparte muchos gestos con el personaje.
Tras iniciar su carrera de manera profesional con Full Metal Jacket, D'Onofrio ha participado en películas y series como Hombres de negro (1997), The Cell (2000), Law & Order: Criminal Intent y Jurassic World (2015). Por su parte, Ermey compartió su voz en franquicias de animación como Toy Story, Bob Esponja, Los Simpson y Padre de familia, además de su participación como actor en las películas Seven (1995), Dead Man Walking (1995), Leaving Las Vegas (1995) y The Texas Chainsaw Massacre: The Beginning (2006), entre otras; en todos los casos como sargento o relacionado con ello. Por otro lado, a lo largo de los años se han realizado exposiciones sobre el filme en acompañamientos con otras producciones de Kubrick en museos como el Deutsches Filmmuseum (Fráncfort del Meno, Alemania), Martin-Gropius-Bau (Berlín, Alemania), Australian Centre for the Moving Image (Melbourne, Australia), Caermersklooster (Gante, Bélgica), Sihlcity (Zúrich, Suiza), Palazzo delle Esposizioni (Roma, Italia), Cinemateca Francesa (París, Francia), EYE Film Institute Netherlands (Ámsterdam, Países Bajos), Museo de Arte del Condado de Los Ángeles (California, Estados Unidos), Museu da Imagem e do Som (São Paulo, Brasil), Museo Nacional de Cracovia (Polonia), TIFF Bell Lightbox (Toronto, Canadá), Museo de Arte Contemporáneo (Monterrey, México), Museo de Arte de Seúl (Seúl, Corea del Sur), Contemporary Jewish Museum (San Francisco, Estados Unidos), Cineteca Nacional (Ciudad de México, México), Kunstforeningen (Copenhague, Dinamarca), Centro de Cultura Contemporánea (Barcelona, España) y Design Museum (Londres, Inglaterra).

## Diferencias con la novela

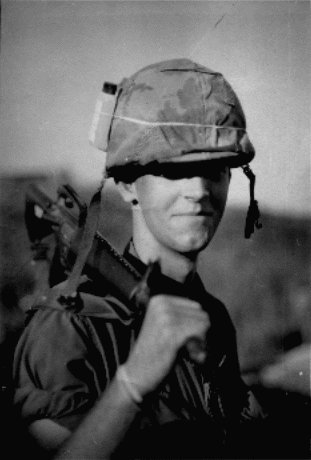
Gustav Hasford, autor de la novela que inspiró la película, durante su estadía en la guerra de Vietnam.

El estudioso del cine Greg Jenkins realizó un análisis detallado de la adaptación de la novela de Gustav Hasford como guion. Consta de tres partes y la película amplía enormemente la sección relativamente breve de la primera, sobre el campo de entrenamiento Marine Corps Recruit Depot Parris Island, y esencialmente descarta la tercera. Esto le da al filme una estructura doble, por lo que cuenta dos historias en gran parte independientes conectadas por los mismos personajes que actúan en cada una. Jenkins mencionó que esta estructura es un desarrollo de conceptos que Kubrick tuvo desde la década de 1960; en ese momento, el director habló de querer hacer estallar las convenciones habituales de la estructura narrativa. El sargento Hartman, que en el libro se llama Gerheim, tiene un papel ampliado en la película. En el largometraje, la incompetencia del soldado Patoso se presenta como un peso negativo sobre el resto del pelotón y a diferencia de la novela, es el único recluta de bajo rendimiento. El filme omite la revelación del sargento Hartman a otras tropas de que cree que Patoso podría ser mentalmente inestable; por el contrario, Hartman elogia a Patoso, diciendo que «ha nacido de nuevo con fuerza». Jenkins declaró que el personaje de Hartman no podría haber sido retratado como alguien con una relación social más cálida con las tropas, ya que eso habría alterado el equilibrio de la película, que depende del espectáculo de soldados comunes que se enfrentan a Hartman como una fuerza de la naturaleza que encarna una cultura asesina.
Varios episodios del libro se eliminaron del guion o se combinaron con otros. Por ejemplo, la introducción de Cowboy, del escuadrón Lusthog, se abrevió y complementó con material de otras secciones del libro. Aunque la tercera sección final de la novela se eliminó en gran medida, los elementos de esta sección se insertaron en otros episodios de la película. Por ejemplo, el fragmento culminante con el francotirador es una combinación de dos episodios del libro, de las partes dos y tres. Jenkins relató que la película presenta este pasaje de manera más dramática, pero con un detalle menos espantoso que en la novela. El filme a menudo tiene un tono más trágico que el libro, que se basa en un humor insensible. Bufón en el filme sigue siendo un modelo de pensamiento humano, como lo demuestra su lucha moral en el episodio del francotirador y en otros lugares. Trabaja para superar su propia mansedumbre, en lugar de competir con otros marines. La película omite que el libro muestra su eventual dominio sobre el francotirador Pedazo de Animal. La película pasa por alto la muerte del personaje Rompetechos; Jenkins aseguró que esto permite a los espectadores reflexionar sobre el crecimiento personal de Rompetechos en la película y especular sobre su crecimiento futuro después de la guerra.